# Кошельная слобода
Коше́льная слобода́ (Кошелева слобода, Кошели́) — дворцовая слобода Земляного города, находившаяся при впадении Яузы в Москву-реку, со стороны улицы Солянки и Устьинского проезда у Яузских ворот Белого города. При Кошельной слободе в конце XVII — начале XVIII века была возведена церковь Николая Чудотворца в Кошелях,  снесённая около 1937 года. Сама слобода была снесена в 1975—1976 годах. На месте Кошельной слободы разбит сквер, где установлен Памятник Пограничникам Отечества.
Культурный слой Кошельной слободы (XV в.—XVII в.) — памятник археологии с федеральной категорией охраны.

## Происхождение названия
Относительно происхождения названия бытует несколько версий.
- В XVII веке эта территория была заселена мельниками, изготовлявшими муку крупного, кошельного помола, шедшую через кошели — мельничные рукава(отсюда и название). До конца XVIII веке здесь существовали водяные мельницы.[2] Кроме того, на планах XVII века отчётливо видны изображения мельниц на месте Кошельной слободы.
- Слово кошель произошло от слова кош и означает складную корзину, плетёный или вязаный кулёк, короб. Слобожане, таким образом, делали кошели для поклажи съестных и других припасов.[3]
- Кошелями называли снаряд для ловли раков, состоящий из двух сплетенных из лозы и вложенных один в другой конусов; во внутреннем конусе, остенке, срезана вершина; в образовавшееся таким образом отверстие забираются раки, привлекаемые помещенной внутри кошеля приманкой, вроде рыбы, мяса и тому подобное, и обратно уже не могут выбраться. Кошели ставили на проточных травянистых перекатах около берегов.[4] Предполагают, что слобода называлась по этим приспособлениям — Кошельной, а ловцы, стало быть, поставляли свежих раков царскому дворцу.
- В XVIII — XIX веках в Кошелях селились дворяне и купцы. Здесь проживали богатые купцы, у которых в кошельках всегда «водились» деньги.

В Кошелях поселился Л. А. Шустов — основатель вино-водочной империи:
«Довольно быстро освоившись в Первопрестольной, он уже в 1811 году добился звания купца третьей гильдии Кошельной слободы Яузской части Москвы.»
О старейшей купеческой семье Куманиных:
«От брака Алексея Куманина с его женой Марфой Андреевной, скончавшейся в 1789 году, родилось три сына — Алексей, Василий и Иван. Известно, что в год смерти матери братья переселились в Москву и записались в состав купеческого сословия. Местом своего жительства они выбрали Кошельную слободу, расположенную на юго-востоке города, на берегу реки Яузы.»

## Исторические фотографии
- Перспектива Яузской улицы (20-е годы). Слева ресторан Полтава, справа Церковь Троицы в Серебренниках.
- Вид с Яузского (Астаховского) моста, на Яузскую улицу (20-е годы)
- Устьинская набережная. Кадр из фильма «Горожане» (1975 г.)
- Яузская улица (1975 г.)
- Устьинский проезд (1975 г.)
- Устьинский проезд (1975 г.) На заднем плане верхушка колокольни Церкви Троицы в Серебренниках.
- Устьинский проезд (1976 г.)
- Площадь Яузские ворота (1975 г.)
- Вид со двора на дом, стоявший на Устьинской набережной рядом с Астаховским мостом.
- Вид из квартала на кирпичный дом у трамвайных путей.
- Вид из квартала на кирпичный дом, стоявший на Устьинской набережной.
- Фабрика Носенкова.
- Устьинский проезд.
- Незадолго до сноса квартала, который ныне занимает сквер, посвящённый героям-пограничникам.
- Снос квартала, почти завершён. На заднем плане Церковь Троицы в Серебренниках.
- Квартал уже снесен, на месте квартала разбит сквер (конец 70-х годов)